# Anton Koolmann
Anton Koolmann (ur. 11 września 1899 w Kasispei, zm. 29 czerwca 1953 w Wellington) – estoński zapaśnik walczący w obu stylach. Olimpijczyk z Paryża 1924, gdzie zajął trzynaste miejsce w stylu klasycznym i ósme w wolnym. Walczył w wadze koguciej i piórkowej.

## Letnie Igrzyska Olimpijskie 1924
| Konkurencja | Rundy eliminacyjne        | Rundy eliminacyjne     | Rundy eliminacyjne   | Klas. końcowa |
| Konkurencja | Przeciwnik I              | Przeciwnik II          | Przeciwnik III       | Miejsce       |
| ----------- | ------------------------- | ---------------------- | -------------------- | ------------- |
| 58 kg       | Gérardo Apruzzese (FRA) Z | Giovanni Gozzi (ITA) P | Väinö Ikonen (FIN) P | 13.           |

| Konkurencja | Rundy eliminacyjne | o 2. miejsce           | Klas. końcowa |
| Konkurencja | Przeciwnik I       | Przeciwnik I           | Miejsce       |
| ----------- | ------------------ | ---------------------- | ------------- |
| 61 kg       | Robin Reed (USA) P | Chester Newton (USA) P | 8.            |